# 2036
Rok 2036 (MMXXXVII) gregoriánského kalendáře začne v úterý 1. ledna a skončí ve středu 31. prosince. V České republice bude mít 252 pracovních dnů a 13 státních a ostatních svátků, z toho 10 jich připadá na mimovíkendové dny. Dle židovského kalendáře nastane přelom roků 5796 a 5797, dle islámského kalendáře 1457 a 1458.